# Склереиды
Склереи́ды — мёртвые клетки механической ткани с толстыми одревесневшими оболочками (каменистые клетки).

Клетки самой разнообразной формы, с равномерно утолщёнными слоистыми стенками, пронизанными простыми, нередко ветвистыми порами. Стенки склереид всегда сильно одревесневают, иногда пропитываются известью, кремнеземом и кутином. Живое содержимое, как правило, отмирает. Изредка, когда клетка-склереида сообщается с соседними живыми клетками, протопласт сохраняется, и в таких склереидах со временем может наступить раздревеснение оболочек. В склереиде могут быть немногочисленные поры, которые также сохраняют содержимое клетки живым.
Склереиды в большинстве случаев имеют первичное происхождение. Они возникают или непосредственно из клеток апикальных меристем стебля, или из меристематических клеток, расположенных к периферии от прокамбиальных пучков, или же из клеток, лежащих под наружным слоем меристематических клеток, превращающихся в эпидермис. В склереиды могут превращаться и клетки протодермы.

## Расположение в растении
Склереиды встречаются в различных органах растений: плодах, листьях, стеблях, располагаясь поодиночке и группами. Группы склереид бывают рассеяны в мякоти плода либо частично перемешаны с паренхимными клетками, либо составляют плотную, без межклетников ткань. Склереиды могут формироваться на протяжении всего онтогенеза.

## Классификация
Классификация склереид обычно основана на морфоструктуре. Различают следующие типы склереид:
- брахисклереиды (каменистые клетки) — короткие изодиаметрические склереиды, напоминающие по своей форме паренхимные клетки и широко распространённые в коре, лубе и сердцевине стеблей, а также в мякоти плодов;
- макросклереиды — удлинённые палочкообразные клетки, примером которых могут служить склереиды, образующие «палисадный» эпидермальный слой в семенах бобовых;
- остеосклереиды — напоминают по форме трубчатую кость, они присутствуют в листьях многих двудольных и в семенной кожуре;
- астросклереиды (звездчатые склереиды) — представляют собой в различной степени разветвлённые клетки, часто встречающиеся в листьях двудольных;
- нитевидные склереиды — длинные, тонкие клетки, похожие на волокна;
- трихосклереиды — ветвистые, тонкостенные склереиды, напоминающие волоски растений, ответвления которых проникают в межклетные пространства;
- идиобласты — особая форма одиночных склереид, встречающаяся в кожистых и мясистых листьях, представляют опорные клетки. Они несут на себе всю тяжесть сочной хлоренхимы листьев и часто встречаются в листьях вечнозелёных растений.